# Абела, Уистин
Уистин Абела (англ. Wistin Abela; 19 октября 1933, Зейтун, Мальта — 20 января 2014, Мальта) — мальтийский политик, заместитель премьер-министра (1981—1982), министр финансов (1983—1987).

## Биография
В 1966—1996 годах Абела был членом парламента Мальты. В 1971 году он был назначен парламентским секретарём по финансам при премьер-министре Доминике Минтоффе, в 1974 году — министром по развитию, а в 1976 году стал ответственным за энергетику, порты и телекоммуникации.
В 1981—1982 годах был заместителем премьер-министра Мальты, заместителем председателя Лейбористской партии, а затем, до 1987 года, — министром финансов. В 1987—1992 годах находился в оппозиции, был министром вооружённых сил и энергетики в теневом правительстве.
В 1959 году Уистин Абела женился на Кэтрин Абела; у пары родились трое детей: Марджон, Кармелина и Лиция.